# 키노그나투스류
키노그나투스류(Cynognathia)는 주로 초식성 키노돈트류가 속해있는 진키노돈트하목의 하위 분류군이며 다른 하나는 프로바이노그나투스류이다. 키노그나투스류에는 육식성인 키노그나투스와 초식성인 트레버소돈과가 주요 하위 분류군이었다. 키노그나투스류는 눈구멍 중앙 위로 확장되는 광대뼈를 포함하여 여러 개의 동형구조로 구별할 수 있다. 키노그나투스류의 화석은 아프리카, 남극, 아시아, 유럽, 북미, 남미에서 발견된다.

## 같이 보기
- 포유류의 진화